# Annona atemoya
Annona atemoya är en kirimojaväxtart som beskrevs av David John Mabberley. Annona atemoya ingår i släktet annonor, och familjen kirimojaväxter. Inga underarter finns listade i Catalogue of Life.